# Tribu Sergia
Ne pas confondre avec la gens Sergia, gens romaine éponyme, originaire d'Albe la Longue.
La tribu Sergia (en latin classique : Sergǐa) est l'une des trente-et-une tribus rustiques de la Rome antique.